# Mitu salvini
El pavón nagüiblanco (Mitu salvini), también conocido como  paujil de Salvin y paují culiblanco (Perú), es una especie de ave galliforme de la familia Cracidae que se encuentra en los bosques húmedos desde la Serranía de la Macarena hasta el sur de Colombia, el este de Ecuador y el noreste del Perú, hasta los 600 m s. n. m. No se conocen subespecies.

## Características
Mide en promedio 89 cm de longitud. El color del plumaje es negro azulado brillante con los costados, el vientre y la punta de la cola blancos. Copete desarrollado. El pico es rojo o anaranjado, muy arqueado y comprimido, las patas son rojizas.

## Historia natural
Se alimentan de frutos caídos y semillas, en pareja, solitarios o en grupos pequeños. Son de hábitos terrestres.